# Icilio Federico Joni

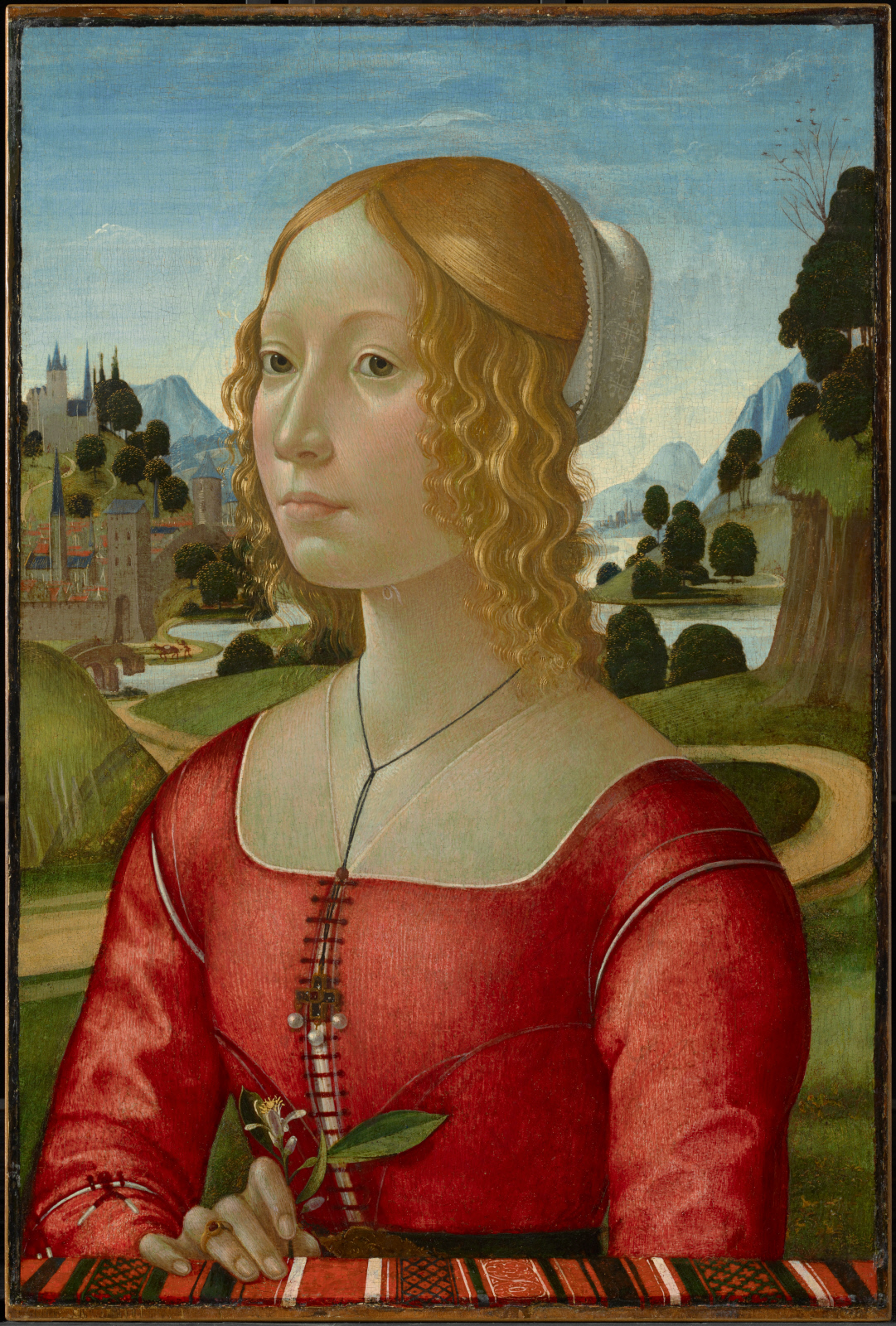
Portrait de jeune femme (vers 1490), tableau de Domenico Ghirlandaio ayant servi de base à une copie intitulée Portrait de jeune femme en sainte Catherine, Sienne, pour remplacer l'original de la collection Chigi Saracini vendu à Robert Sterling Clark.

Icilio Federico Joni (Sienne, 1866-1946) est un peintre et un faussaire italien qui s'était spécialisé dans la contrefaçon de tableaux de la peinture siennoise.
Chef des « faussaires » de la même ville, il était également connu sous le surnom de PAICAP (« Per Andare In Culo Al Prossimo »).
Il fut démasqué par  le développement  des moyens de détection qui permit de révéler des pigments anachroniques dans la composition des tableaux.
Sa production de faux siennois alla des tavolette di Biccherna aux triptyques des Trecento et Quattrocento de la commune de Sienne, tous vendus par des antiquaires internationaux pour des grands collectionneurs européens et américains.
Les faux les plus connus sont :
- Polittico di Agnano  de Cecco di Pietro,  palazzo Giuli Rosselmini Gualandi (it) du lungarno Gambacorti,
- Madonna con Bambino, Santa Maria Maddalena e San Sebastiano  de Neroccio di Bartolomeo de' Landi,
- Madonna con Bambino  de Pietro Lorenzetti,
- Madonna con il Bambino, san Girolamo e san Bernardino, de  Neroccio di Bartolomeo de' Landi,
- La lapidazione dei santi Cosma e Damiano de Sano di Pietro,
- Madonna con il Bambino d'Ugolino di Nerio, inspiré de Duccio di Buoninsegna,
- Cristo in pietà fra i dolenti de Giovanni Bellini inspiré d'Andrea Mantegna.